# Pedro González Dávila
Pedro González Dávila, también conocido como Pedro Puerco, fue un noble natural de Ávila, fundador de la Casa de Velázquez de Cuéllar.

## Biografía

Escudo de armas de la Casa de Velázquez de Cuéllar, descendientes inmediatos de Pedro Puerco.

Fue el hijo menor de Esteban Domingo Dávila (+1327), señor de Villafranca, jefe de la Casa de Dávila, alcaide del alcázar de Maqueda (1354), y de Ximena Blázquez, hija de Fernán Blázquez Dávila, II señor de Navamorcuende.
En el año 1302 aparece confirmado como ricohombre en un privilegio que Fernando IV de Castilla concedió a la iglesia de San Vicente de Ávila. Tuvo en tenencia la villa segoviana de Cuéllar por el infante don Juan Manuel, siendo nombrado gobernador de ella. Además, fue uno de los fundadores de la Casa de los Linajes de Cuéllar, organización nobiliaria que reunía a los hidalgos de la villa en ocho linajes diferentes.
En Cuéllar fue conocido como Pedro Puerco por la leyenda que cuenta que dio muerte a un puercoespín que arrasaba las cosechas y atacaba a los viandantes en la zona de la villa, por lo que algunos de sus descendientes se apellidaron Velázquez del Puerco, y añadieron a sus armas este animal.

## Matrimonio y descendencia
Contrajo matrimonio con Elvira Blázquez, aya de Blanca Manuel e hija de Fernán Blázquez y de Lumbre García, siendo padres de:
- Blasco Pérez Dávila, procurador en Cortes, cuyos hijos fueron los primeros en usar el apellido Velázquez.
- Fernán Blázquez.
- Gómez Blázquez.

Tras su muerte, el infante don Juan Manuel hizo donación a su viuda e hijos del barrio de San Esteban, casas principales en Cuéllar, un cortijo en Villoria y otros heredamientos, constituyendo su casa solar el Palacio de los Velázquez, en la colación de San Esteban, en principio casa fortificada y amurallada.
Fue el origen de la Casa de Velázquez de Cuéllar, descendiendo de su persona los condes de Uceda, los marqueses de Loriana y de Leganés, entre otros títulos. 